# Bolívia nos Jogos Olímpicos de Inverno de 2022
Bolívia participou dos Jogos Olímpicos de Inverno de 2022, realizados em Pequim, na China.
Foi a sétima aparição do país em Olimpíadas de Inverno. Foi representado por dois atletas: Simon Breitfuss Kammerlander, no esqui alpino, e Timo Juhani Grönlund, no esqui cross-country.

## Competidores
Esta foi a participação por modalidade nesta edição:
| Esporte             | Masculino | Feminino | Total |
| ------------------- | --------- | -------- | ----- |
| Esqui alpino        | 1         | 0        | 1     |
| Esqui cross-country | 1         | 0        | 1     |
| Total               | 2         | 0        | 2     |

## Desempenho

### Esqui alpino
Masculino
| Atleta                       | Evento   | Tempo   | Diferença | Pos. | Ref.  |
| ---------------------------- | -------- | ------- | --------- | ---- | ----- |
| Simon Breitfuss Kammerlander | Downhill | 1:48.26 | +5.57     | 34   | [ 4 ] |
| Simon Breitfuss Kammerlander | Super-G  | DNF     | DNF       | DNF  | [ 5 ] |

### Esqui cross-country
Masculino
| Atleta               | Evento         | Tempo   | Diferença | Pos. | Ref.  |
| -------------------- | -------------- | ------- | --------- | ---- | ----- |
| Timo Juhani Grönlund | 15 km clássico | 49:27.0 | +11:32.2  | 89   | [ 6 ] |

Legenda
| Recorde mundial      | Recorde mundial (World record)               |                       | Recorde africano                      | Recorde africano (African) |                                           | Q | Classificado por posição (Qualified) |
| Recorde olímpico     | Recorde olímpico (Olympic record)            | Recorde da América    | Recorde da América (Americas)         | q                          | Classificado por melhor tempo (Qualified) |   |                                      |
| Melhor marca do ano  | Melhor marca do ano (World leading)          | Recorde asiático      | Recorde asiático (Asian)              | DNS                        | Não largou (Did not start)                |   |                                      |
| Recorde nacional     | Recorde nacional (National record)           | Recorde europeu       | Recorde europeu (European)            | DNF                        | Não terminou (Did not finish)             |   |                                      |
| Recorde pessoal      | Recorde pessoal do atleta (Personal best)    | Recorde da Oceania    | Recorde da Oceania (Oceania)          | DSQ / DQ                   | Desclassificado (Disqualified)            |   |                                      |
| Recorde da temporada | Recorde da temporada do atleta (Season best) | Recorde sul-americano | Recorde sul-americano (South America) | NM                         | Sem marca (No mark)                       |   |                                      |